# Paleoproterozoic
El Paleoproterozoic és la primera de les tres subdivisions (eres) de l'eó Proterozoic, i que durà entre fa 2.500 i 1.600 milions d'anys. El nom deriva dels ètims grecs palaiós ('antic'), próteros ('primer') i zõon ('animal').
Fou durant aquest període que els continents s'estabilitzaren per primera vegada. També fou en aquest temps que van aparèixer els cianobacteris, un tipus de bacteris que usen el procés bioquímic de la fotosíntesi per a produir energia i oxigen.
Abans del gran increment en l'oxigen atmosfèric, quasi totes les formes de vida que existien eren anaeròbiques, és a dir, el seu metabolisme depenia d'un tipus de respiració cel·lular que no requeria oxigen. L'oxigen lliure en grans quantitats és tòxic per a molts dels bacteris anaeròbics i, per tant, quan tingué lloc l'augment massiu en el nivell d'aquest gas a l'atmosfera, gran part de la vida a la Terra va desaparèixer. Les úniques formes que sobrevisqueren foren les que eren resistents als efectes oxidants i tòxics de l'oxigen, o bé les que passaven la totalitat del seu cicle vital en un ambient lliure d'oxigen. Aquest esdeveniment és conegut com la catàstrofe de l'oxigen.
Es creu que fou en aquest moment quan aparegueren les cèl·lules eucariotes, probablement com una estratègia per afavorir la reparació de l'ADN en entorns hostils.